# Bahnstrecke Trebišov–Slivník
| Kursbuchstrecke (ZSSK): | 190                  |                                  |                                  |
| Streckenlänge: | 16,193 km            |                                  |                                  |
| Spurweite: | 1435 mm (Normalspur) |                                  |                                  |
| Stromsystem: | 3 kV =               |                                  |                                  |
| Streckengeschwindigkeit: | 80 km/h              |                                  |                                  |
| |                      |                                  |                                  |
| \| \| \| von Łupków \| \| \| \| \| von Vranov nad Topľou \| \| \| \| 0,000 \| Trebišov \| Trebišov \| \| \| \| Cesta I. triedy 79 \| \| \| \| \| nach Michaľany \| \| \| \| \| Haniska–Uschhorod (ŠRT; 1520 mm) \| \| \| \| 7,532 \| Čeľovce \| Čeľovce \| \| \| 15,374 \| Slivník früher Červený dvor \| Slivník früher Červený dvor \| \| \| \| von Čierna nad Tisou \| \| \| \| 16,193 \| Slivník výh. č. 8 \| Slivník výh. č. 8 \| \| \| \| nach Košice \| \| |                      |                                  |                                  |
| Strecke |                      | von Łupków                       | von Łupków                       |
| Abzweig geradeaus und von rechts |                      | von Vranov nad Topľou            | von Vranov nad Topľou            |
| Bahnhof | 0,000                | Trebišov                         | Trebišov                         |
| Strecke mit Straßenbrücke |                      | Cesta I. triedy 79               | Cesta I. triedy 79               |
| Abzweig geradeaus und nach links |                      | nach Michaľany                   | nach Michaľany                   |
| Kreuzung geradeaus unten |                      | Haniska–Uschhorod (ŠRT; 1520 mm) | Haniska–Uschhorod (ŠRT; 1520 mm) |
| Bahnhof | 7,532                | Čeľovce                          | Čeľovce                          |
| Überleitstelle / Spurwechsel | 15,374               | Slivník früher Červený dvor      | Slivník früher Červený dvor      |
| Abzweig geradeaus und von links |                      | von Čierna nad Tisou             | von Čierna nad Tisou             |
| Kilometer-Wechsel | 16,193               | Slivník výh. č. 8                | Slivník výh. č. 8                |
| Strecke |                      | nach Košice                      | nach Košice                      |

Die Bahnstrecke Trebišov–Slivník ist eine elektrifizierte Eisenbahnverbindung in der Slowakei. Sie verläuft von Trebišov parallel zur breitspurigen Bahnstrecke Uschhorod–Haniska und mündet bei Slivník (früher: Abzweig Červený dvor) in die Bahnstrecke Košice–Čierna nad Tisou ein. 

## Geschichte
In den 1970er Jahren erreichte das Verkehrsaufkommen auf der grenzüberschreitenden Strecke Košice–Čierna nad Tisou einen derartigen Umfang, dass ein Ausbau der Alternativroute über Veľké Kapušany nach Uschhorod notwendig wurde. In diesem Zusammenhang wurde die Bahnstrecke Trebišov–Červený dvor Anfang der 1980er Jahre parallel zur schon bestehenden Breitspurstrecke Uschhorod–Haniska gebaut und am 7. November 1985 eröffnet. Danach wurde die Strecke noch (wie die gesamte Verbindung bis zur sowjetischen Grenze bei Maťovce) mit 3000 Volt Gleichspannung elektrifiziert. Der elektrische Eisenbahnbetrieb wurde am 26. Jänner 1989 aufgenommen.
Zunächst nur im Güterverkehr genutzt, verkehren seit 1990 auch Reisezüge. Anfangs wurden nur die Schnellzüge Richtung Humenné über die Strecke geführt, später auch Personenzüge. Die Reiseverkehrsanlagen in der Ausweiche Čeľovce wurden 1996 eingerichtet.
Am 1. Januar 1993 ging die Strecke in Folge der Dismembration der Tschechoslowakei an die neu gegründeten Železnice Slovenskej republiky (ŽSR) über. 
Im Jahresfahrplan 2019 wird die Strecke in einem angenäherten Zweistundentakt von Regionalexpresszügen (REX) in der Relation Košice–Humenné befahren, die auch in Čeľovce halten. Dazu kommen noch zwei Fernzüge in den Relationen Praha–Humenné und Bratislava–Humenné.